# Vector Informatik

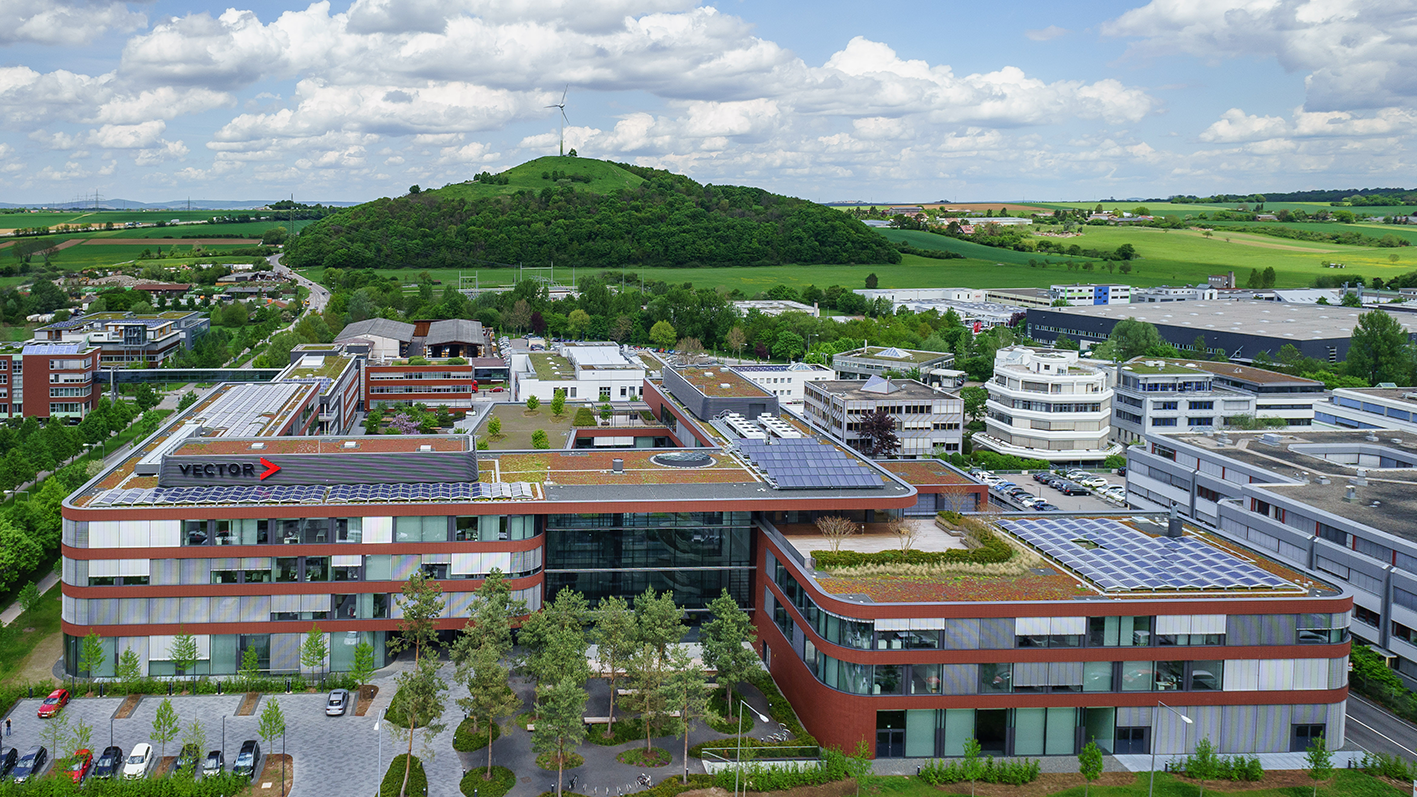
Vector总部大楼

Vector Informatik是汽車電子設備的軟體開發工具公司，為電控單元提供各種串行總線系統開發工具及源代碼，包括 CAN，LIN，FlexRay，MOST，Ethernet 和 SAE J1708，以及多種基于CAN的開放式協議，如 SAE J1939，SAE J1587，ISO 11783，NMEA 2000，ARINC 825， CANaerospace, CANopen 等。 Vector Informatik 的總部座落于德國斯圖加特。 在德國境內布伦瑞克，慕尼黑，汉堡，雷根斯堡等城市設有辦事處，并在全球多個國家，如美國，日本，法國，瑞典，英國，韓國，印度,中國,意大利有分公司。Vector Informatik 還有一個名為 Vector Consulting Services 的子公司，專門從事于優化技術類產品開發過程的咨詢業務。它們總稱為 Vector 集團。

## 公司歷史
該公司最初名為 Vector Software，由 Eberhard Hinderer、Martin Litschel 和 Helmut Schelling 於 1988 年 4 月 1 日創立。 1992 年，公司更名為 Vector Informatik，並於同年出售了第一個 CANalyzer 許可證。 同年，出售第一個CANalyzer許可證，公司營業額首次突破百萬大關。 1996 年，第一批 CANoe 和 CANape 許可證售出。
Vector CANtech（美國）成立於1998年。 次年，Vector Japan 成立。 2001年，Vector Consulting子公司成立，主要業務是為優化開發流程和節省成本提供建議。 2006 年，Vector Informatik 從 Micron Electronic Devices AG 手中接管了“Division 4m Software”。 同年，Vector集團營業額首次突破1億歐元大關。 Vector 韓國於次年成立，Vector Great Britain、Vector Informatik India 和 Vector China 於 2009 年成立。 2011年，Vector中國分公司轉為法人子公司，獨立運營。 2011 年 8 月，Vector Informatik GmbH 的四位所有者將其股份劃分為一個家族基金和一個非營利基金。 截至 2023 年 7 月，Vector 擁有 4,000 多名員工。

## 活躍領域
Vector 為基于各種串行網絡系統的電控單元提供網絡開發支持，支持包括 CAN、LIN、FlexRay、MOST，以及基于CAN的各種開放式協議如：SAE J1939 和 CANopen。汽車电子控制单元是Vector关注的焦点。 然而不僅如此，它同時將該領域中的積累應用到其他行業，如航空、 重型车辆、工程機械以及各种嵌入式系統中。
Vector的活躍領域包括設備的診斷確認、AUTOSAR設備的開發、駕駛輔助系統、XCP通訊機能、車輛校正機能、車用無線通訊、整合式診斷及軟體更新機能、Car2x/DSRC。

## 公司產品
公司的部分關鍵產品包括：
- CAN、FlexRay、Ethernet、LIN、MOST以及其它基于CAN协议的高层协议的分析软件 CANalyzer。
- 集仿真、分析、診斷、測試于一體的汽車ECU開發工具 CANoe。CANoe在全球絕大部分汽車、卡車整車廠及供應商中被廣泛使用。
- CANape 是一款實時對ECU進行算法標定的開發軟件，同樣在全球的整車廠和供應商中應用廣泛。
- CAN、FlexRay、LIN、CANopen 等通信協議的嵌入式軟件源代碼組件。這些軟件幾乎可以在全球所有帶有總線系統的汽車內找到。[13]
- 支持基于AUTOSAR 规范的控制器开发工具和完整软件协议栈 (MICROSAR)，包括许多 OEM 使用的实时操作系统，符合 AUTOSAR OS 规范。MICROSAR中软件模块能够满足基于ISO 26262在车辆中实现等级达到ASIL D的功能安全。